# Motilleja
Motilleja – gmina w Hiszpanii, w prowincji Albacete, w Kastylii-La Mancha, o powierzchni 23,82 km². W 2011 roku gmina liczyła 589 mieszkańców.